# إدغار برونفمان جونيور
إدغار برونفمان جونيور (بالإنجليزية: Edgar Bronfman, Jr.) هو منتج أفلام وشخصية أعمال أمريكي، ولد في 16 مايو 1955 في نيويورك في الولايات المتحدة.

## وصلات خارجية
- إدغار برونفمان جونيور على موقع IMDb (الإنجليزية)
- إدغار برونفمان جونيور على موقع الموسوعة البريطانية (الإنجليزية)
- إدغار برونفمان جونيور على موقع مونزينجر (الألمانية)
- إدغار برونفمان جونيور على موقع قاعدة بيانات برودواي على الإنترنت (الإنجليزية)
- إدغار برونفمان جونيور على موقع قاعدة بيانات برودواي على الإنترنت (الإنجليزية)
- إدغار برونفمان جونيور على موقع إن إن دي بي (الإنجليزية)
- إدغار برونفمان جونيور على موقع قاعدة بيانات الفيلم (الإنجليزية)